# Ole Espersen
Ole Mogens Espersen (ur. 20 grudnia 1934 w Nylars na Bornholmie, zm. 4 grudnia 2020) – duński prawnik i polityk, parlamentarzysta, w latach 1981–1982 minister sprawiedliwości.

## Życiorys
W 1959 ukończył prawo na Uniwersytecie Kopenhaskim, kształcił się także w Stanach Zjednoczonych na Wesleyan University (1955–1956). Pracował jako urzędnik w policji oraz w resorcie sprawiedliwości. Wykładał także prawo międzynarodowe na macierzystej uczelni. W 1971 obronił doktorat na podstawie pracy dotyczącej traktatów międzynarodowych, później uzyskał profesurę. Został redaktorem prasy prawniczej, a także doradcą Rady Europy i Organizacji Narodów Zjednoczonych w zakresie praw człowieka. Przez dwie kadencje (1971–1974, 1978–1981) kierował również Radiorådet, organem nadzorującym publicznego nadawcy DR.
Od 1973 do 1994 zasiadał w Folketingecie z ramienia Socialdemokraterne. W latach 1974–1977 należał do Parlamentu Europejskiego, a w latach 1991–1994 do Zgromadzenia Parlamentarnego Rady Europy. W okresie od 20 stycznia 1981 do 10 września 1982 pozostawał ministrem sprawiedliwości w czwartym i piątym rządzie Ankera Jørgensena. Po zakończeniu kariery politycznej powrócił do pracy wykładowcy Uniwersytetu Kopenhaskiego. Od 1994 był komisarzem ds. praw człowieka w Radzie Państw Morza Bałtyckiego, został również szefem Duńskiego Komitetu Helsińskiego.

## Życie prywatne
Od 1955 był żonaty z Birgit Kruckenberg, miał dzieci. Jego nominacji na ministra sprzeciwiała się duńska służba specjalna Politiets Efterretningstjeneste podejrzewająca go o bliskie kontakty z krajami komunistycznymi.